# Wonewoc (Wisconsin)
Wonewoc es una villa ubicada en el condado de Juneau en el estado estadounidense de Wisconsin. En el Censo de 2010 tenía una población de 816 habitantes y una densidad poblacional de 283,07 personas por km².

## Geografía
Wonewoc se encuentra ubicada en las coordenadas 43°39′13″N 90°13′27″O / 43.65361, -90.22417. Según la Oficina del Censo de los Estados Unidos, Wonewoc tiene una superficie total de 2.88 km², de la cual 2.88 km² corresponden a tierra firme y (0.09%) 0 km² es agua.

## Demografía
Según el censo de 2010, había 816 personas residiendo en Wonewoc. La densidad de población era de 283,07 hab./km². De los 816 habitantes, Wonewoc estaba compuesto por el 97.92% blancos, el 0.49% eran afroamericanos, el 0.12% eran amerindios, el 0.37% eran asiáticos, el 0% eran isleños del Pacífico, el 0.25% eran de otras razas y el 0.86% pertenecían a dos o más razas. Del total de la población el 1.35% eran hispanos o latinos de cualquier raza.